# Euclide Trotti
Pour les articles homonymes, voir Trotti.
Euclide Trotti est un peintre italien de la Renaissance.

## Biographie
Né à Crémone, il vit au XVIe siècle. Il est le neveu et l'élève de Giovanni Battista Trotti.
Imitant son maître, il peint pour l'église de San Sigismondo à Crémone. 
On lui attribue le tableau de l' Ascension dans l'église de Saint Antoine à Milan,, et deux autres dont les sujets sont tirés de la Vie de l'apôtre St-Jacques.
S'étant rendu coupable du crime de haute trahison et incarcéré, on croit qu'il est mort du poison donné par ses parents, afin de le faire échapper à l'infamie du supplice.